# Hooters (restaurang)

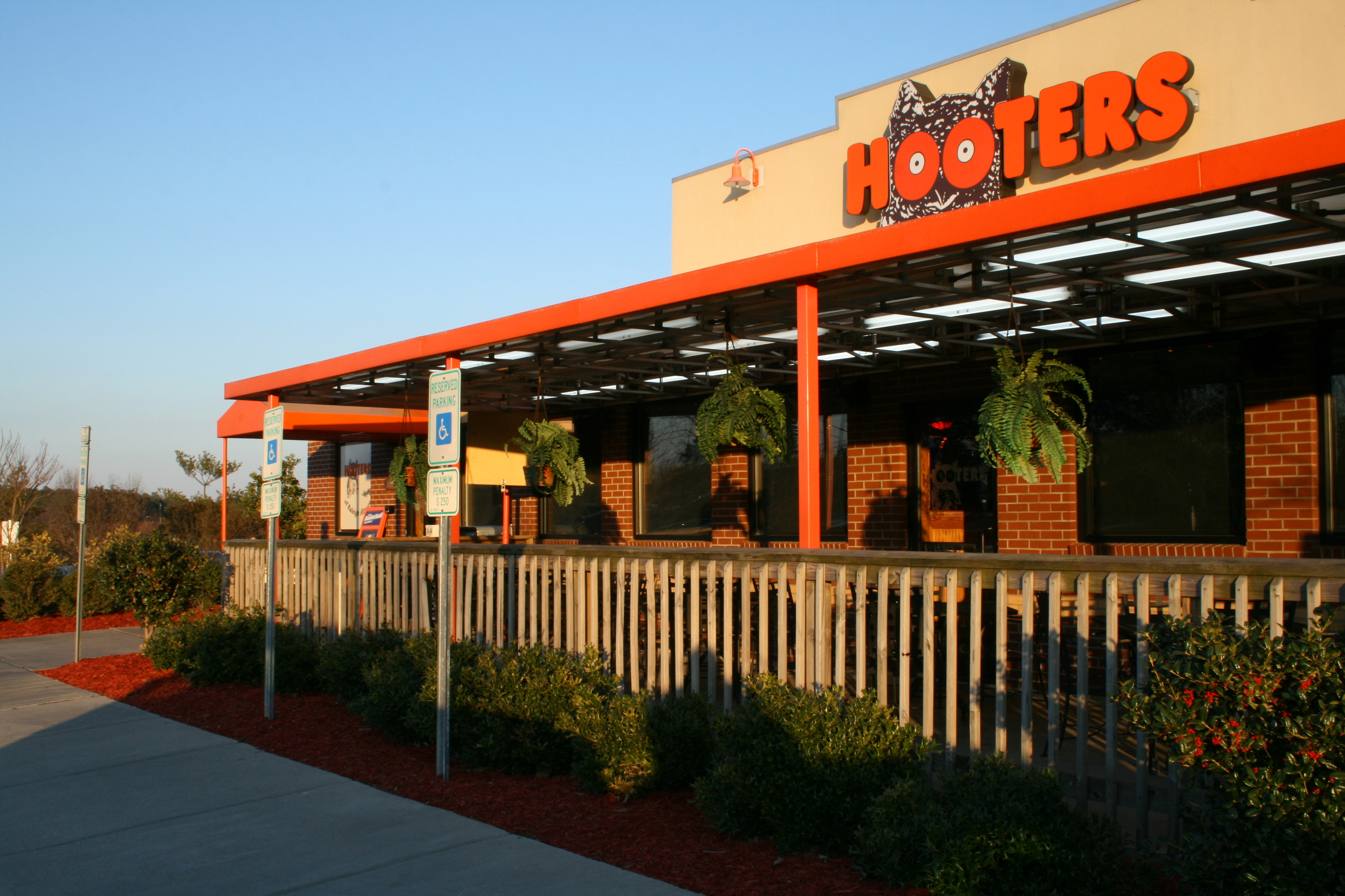
Hooters restaurang i Morrisville, North Carolina.

Hooters är en restaurangkedja i USA med 430 restauranger, varav 160 ägs av företaget och 270 ägs och drivs av franchisetagare.
Restaurangerna sysselsätter personal av båda könen, men endast unga attraktiva kvinnor anställs som serveringspersonal och restaurangerna kännetecknas av sina lättklädda servitriser.

## Bakgrund
Företaget grundades 1983 i Clearwater, Florida. 
Namnet "Hooters" har en dubbel betydelse och refererar både till den uggla som ingår i företagets logotyp (och dess hoande läte) samt till ett amerikanskt slanguttryck för kvinnobröst. Den sistnämnda betydelsen avspeglas inte bara i den kvinnliga serveringspersonalens lätta klädsel utan även i företagets marknadsföring, inklusive deras webbplats och den tidskrift och kalender med unga lättklädda kvinnor restaurangföretaget ger ut. 
Valspråket "Delightfully tacky, yet unrefined" används genomgående av restaurangerna.